# Cantonul Saint-Florentin
Cantonul Saint-Florentin este un canton din arondismentul Auxerre, departamentul Yonne, regiunea Burgundia, Franța.

## Comune
- Chéu
- Germigny
- Jaulges
- Saint-Florentin (reședință)
- Vergigny